# St. Clemens (Köln-Niehl)

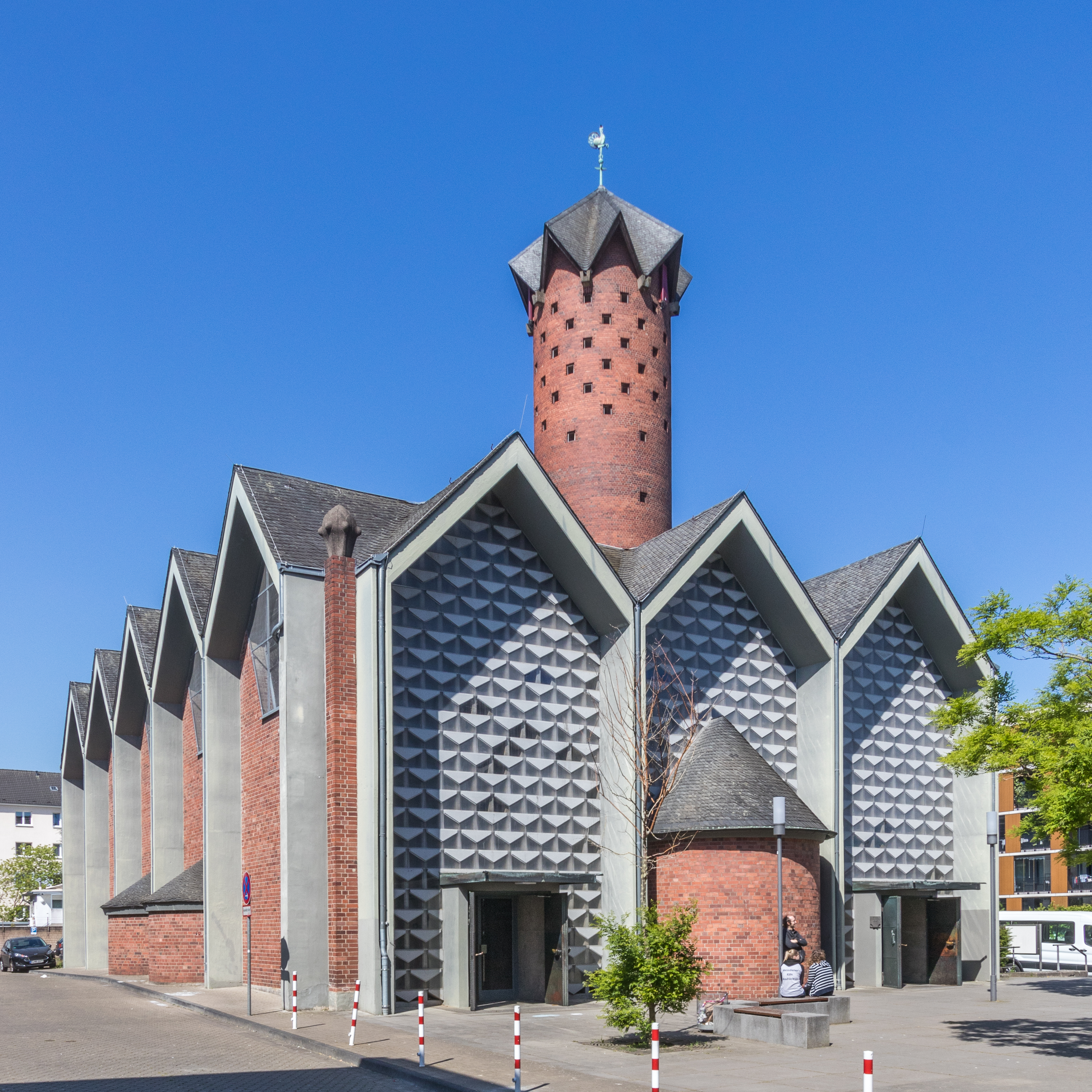
Außenansicht von Südosten

St. Clemens ist eine katholische Pfarrkirche im Kölner Stadtteil Niehl, die in den Jahren 1962 bis 1964 nach Plänen des Architekten Karl Band erbaut und im Dezember 1964 geweiht wurde. Die Kirche steht unter dem Patrozinium des Clemens von Rom. 

## Geschichte
Die Kirchengemeinde St. Clemens gründete sich 1938 aus mehreren benachbarten Pfarreien in Nippes, Weidenpesch und Niehl und wurde 1947 selbständige Rektoratspfarre, 1963 kanonische Pfarrei. Die bis dahin genutzte kleinere Kirche des Architekten Theodor Brück aus den 1930er Jahren wurde im Krieg zerstört. Der Neubau von Karl Band wurde am 19. Dezember 1964 von Weihbischof Augustinius Frotz geweiht.

## Baubeschreibung

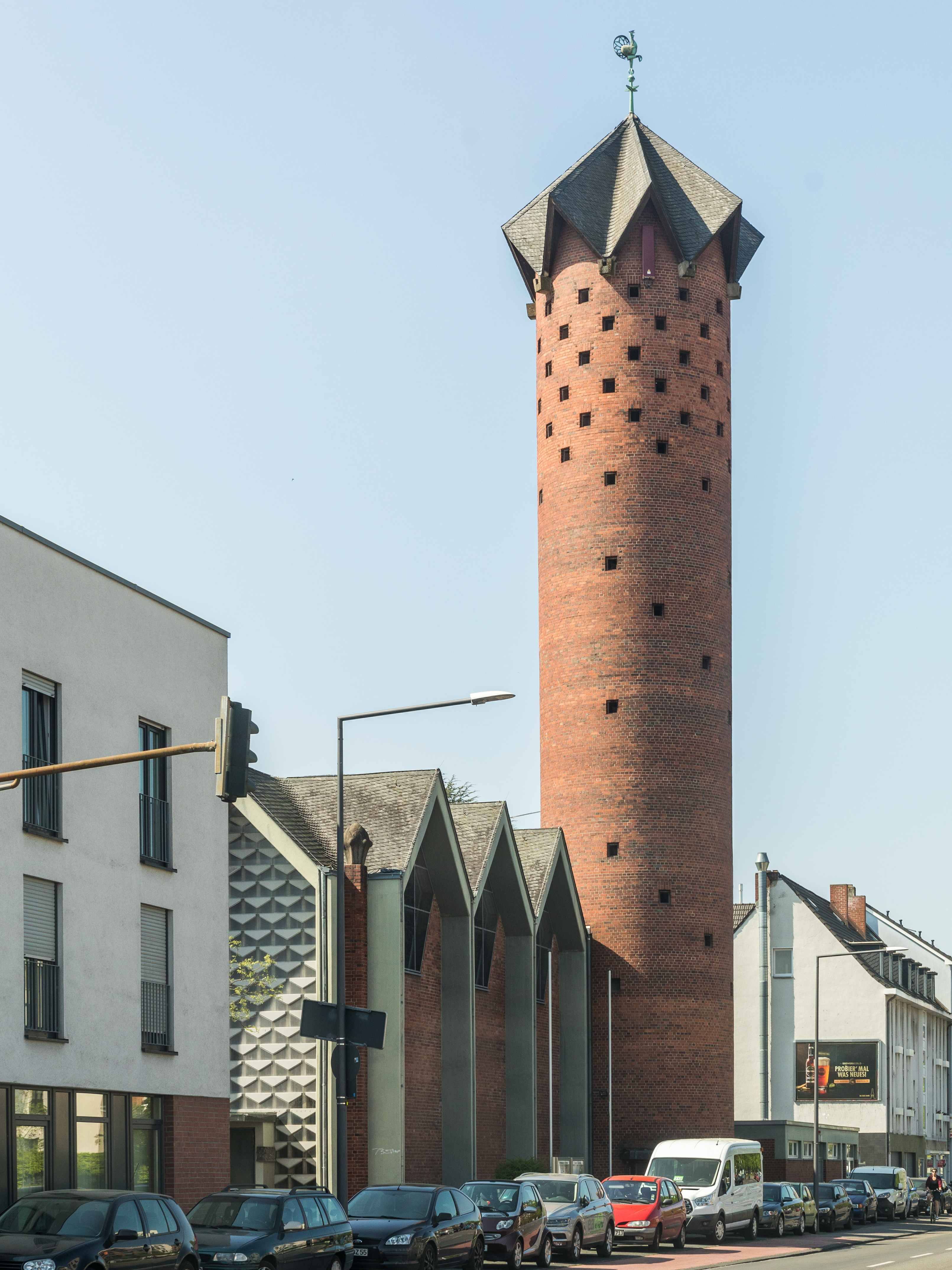
Blick von der Straßenseite – Nordosten

Die Kirche, die mit ihrer Nordseite auf einem rechteckigen Grundriss direkt an einer mehrspurigen Straße steht, präsentiert sich nach außen durch markante Dachgiebelreihen und eine sehr plastische Ausformung der Fassade. Aus einem vielfach gefalteten Dach ergeben sich an den Seitenwänden fünf, an den Stirnwänden drei Giebel. Hervortretende Wandpfeiler bilden ein „Betonstrebewerk“, dessen Formen Häuserzeilen nachzeichnen – ein mögliches Symbol für das „Haus Gottes“. Aufgebrochen wird diese sehr eckige Grundform des Baus durch in unterschiedlicher Tiefe eingestellte Rundbauten für Turm, Tauf- und Beichtkapellen sowie die Apsis an der westlichen Chorwand, die sich an allen Seiten konvex aus dem Bau herauswölben. Hierbei nimmt die gestufte Apsis dieselbe Höhe wie der Kirchenraum ein, die gegenüberliegende Taufkapelle ist geschosshoch, und die beiden Beichtkapellen an der Südseite sind noch niedriger gehalten. Der 32 Meter hohe Turm mit seinem ebenfalls gefalteten Helm dominiert die Straßenfront und ist bereits von weitem zu sehen.  
Alle Wände bis auf die Eingangsseite sind in rotem Ziegelmauerwerk ausgeführt, wobei die Belichtung der Seiten durch große, fünfeckige Fenster in den Giebelflächen erfolgt. Die Rundung der Apsis wird von einem Fensterband nachgezeichnet. 
An der östlichen Stirnseite liegen die beiden Eingangstüren achsensymmetrisch rechts und links von der zentralen Taufkapelle – alle drei Elemente befinden sich jeweils in einem der drei Giebelflächen. Die Wandfläche besteht aus einem Raster von Betonfertigteilen, die mit Weißglas gefüllt sind, wodurch sich ein „opaker Lichtvorhang“ ergibt, der den Innenraum erhellt. 

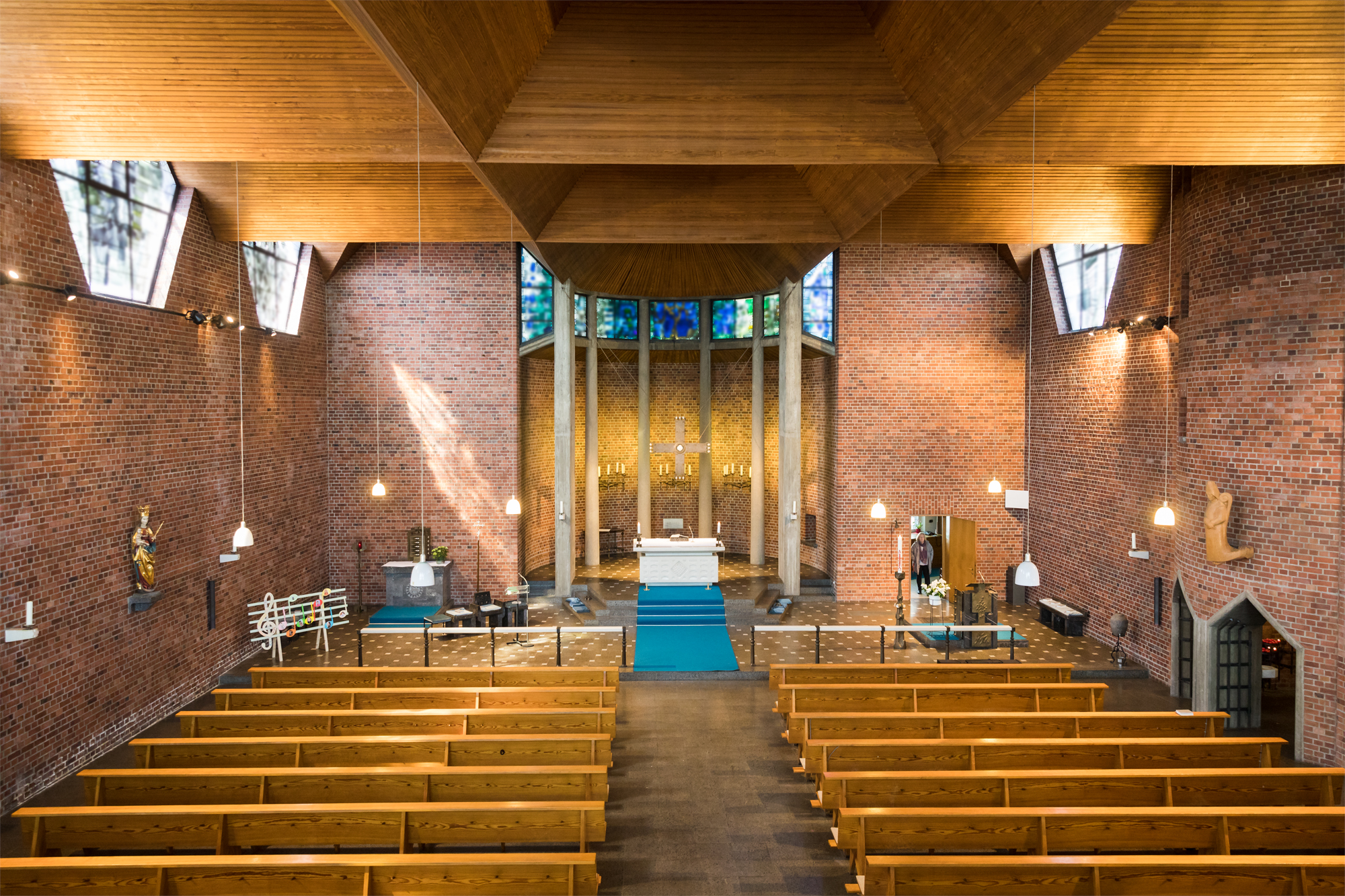
Innenansicht von der Empore zum Chor

Der – zum Kirchensaal hin offene – Eingangsbereich ist durch eine frei eingestellte Orgelempore aus starken Betonträgern untergliedert. Diese schirmen auch den Taufbereich ab, dessen Bodenniveau etwas abgesenkt ist. Die Wände des großen Saals nehmen die Struktur des Außenbaus nicht auf, sondern sind in ruhigem, ungegliederten Ziegelmauerwerk ausgeführt. Dominierend ist im Innenraum vor allem die Holzdecke, die die in Beton gegossene plastische Dachform nachbildet.   
Zum Altarbereich hin senkt sich das Bodenniveau leicht ab, um den großzügigen Altarbereich wieder durch eine leichte Stufung anzuheben. In der Chorapsis bilden hohe, schlanke Betonpfeiler eine Art „Chorumgang“, mit dem offensichtlich gotische Formen zitiert werden.
Im Erdgeschoss des nach innen geöffneten Rundturms befindet sich die Werktagskapelle, die auch von außen durch den Turmeingang zugänglich ist. 

## Ausstattung

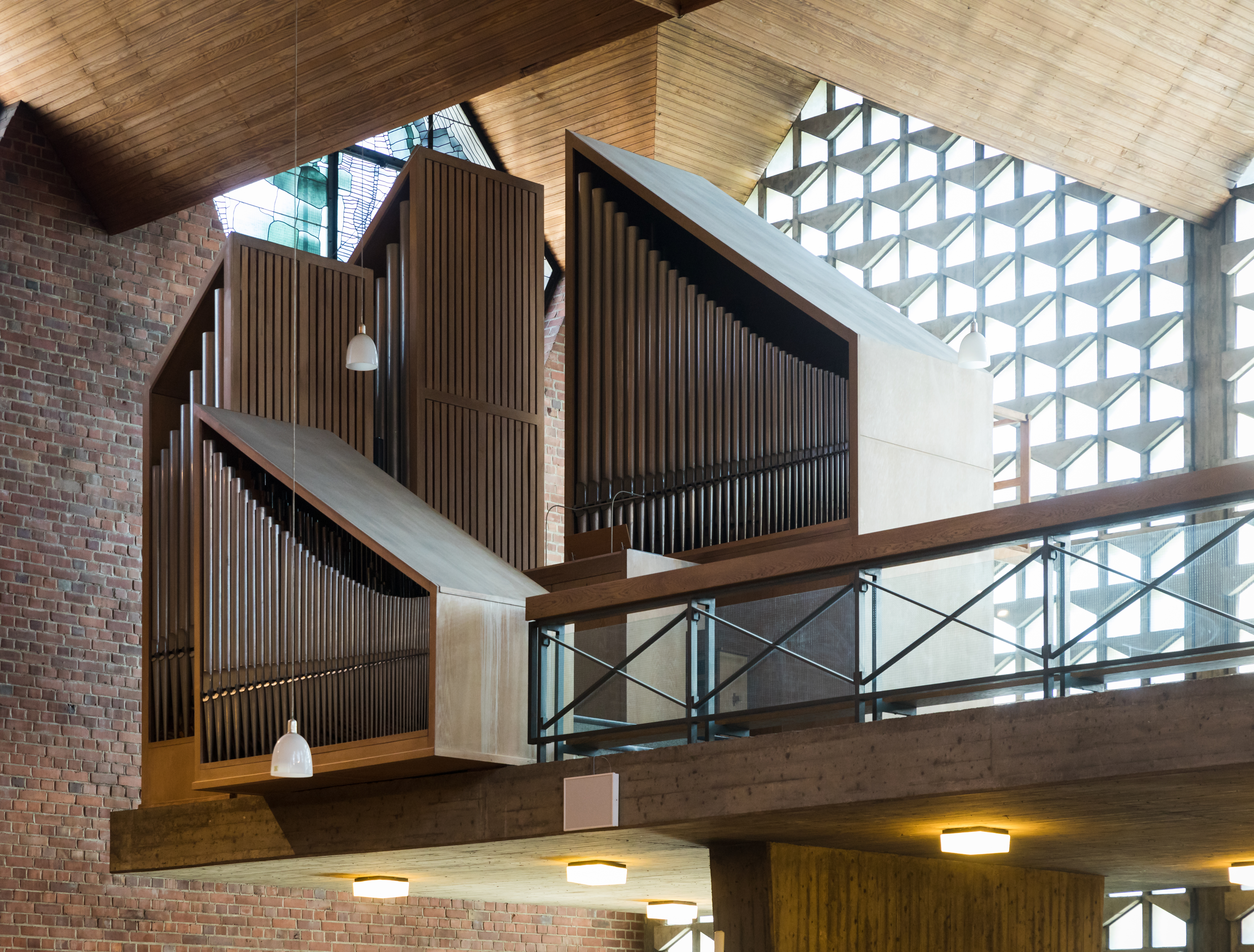
Orgel auf der freistehenden Betonempore

Der überwiegende Teil der Ausstattung – sowohl Stein- als auch Bronzearbeiten – stammt von dem Künstler und Bildhauer Heinz Gernot. Er schuf zwischen 1964 und 1972 unter anderem den Altar, das Taufbecken, Kreuz und Ambo sowie das Tabernakel.
Die Fenster sind durchweg Arbeiten des Glaskünstlers Wilhelm Buschulte. Er wählte für die seitlichen Fensterflächen Braun-, Grau- und Ockertöne in freier Komposition, im Lichtband des Chors dominiert Blau. Kleine Öffnungen in der Turmkapelle sind in Betonglas in den vier Grundfarben ausgeführt.
Die zweimanualige Orgel mit 22 Registern wurde 1964 von Orgelbau Romanus Seifert & Sohn gefertigt. 
Das fünfstimmige Geläut wurde von Petit & Gebr. Edelbrock gegossen. Drei der Glocken stammen aus 1969, zwei weitere aus dem Jahr 1984. Die Schlagtöne sind es1–f1–g1–b1–c2.